# Gentiana saponaria
Gentiana saponaria es una especie de planta fanerógama, perteneciente a la familia de las gencianáceas.  

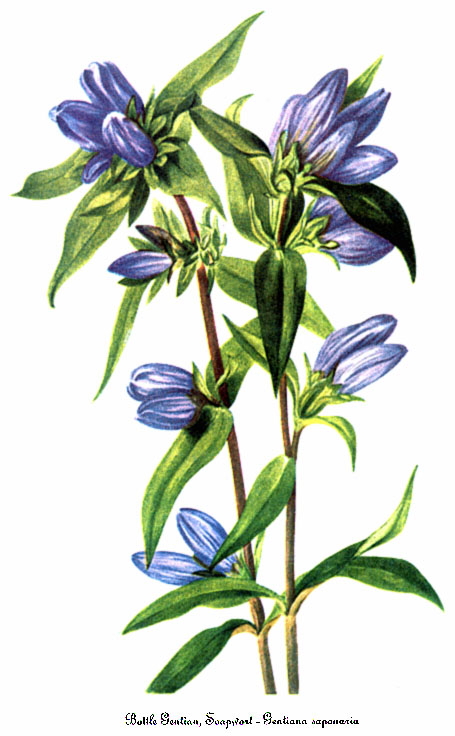
Ilustración

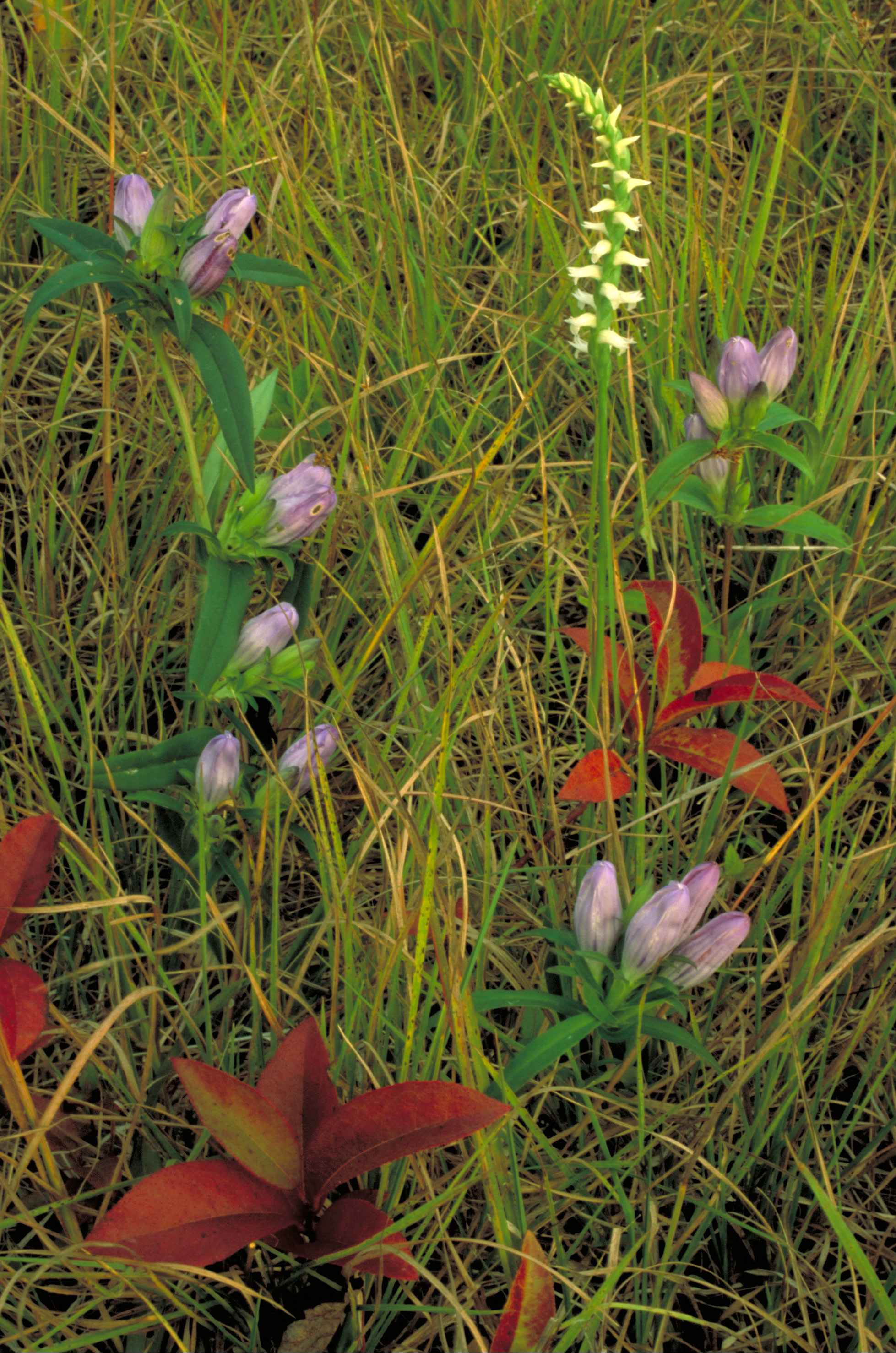
Vista de la planta en su hábitat

## Distribución y hábitat
Es nativa del este de América del Norte al sur de los Grandes Lagos, desde Wisconsin a Nueva York, y al sur hasta Texas y Florida.

## Descripción
Es una especie que alcanza los 30-61 cm  de altura. Tiene las hojas lanceoladas en tallos no ramificados, flores de color azul o púrpura, y una raíz gruesa. Es poco frecuente en su área de distribución, que normalmente se encuentra en suelos arenosos inalteradas. Las flores son polinizadas por abejorros.

## Taxonomía
Gentiana saponaria fue descrita por  Carlos Linneo y publicado en Species Plantarum 1: 228.  1753.
Etimología
Gentiana: Según Plinio el Viejo y Dioscórides, su nombre deriva del de Gentio, rey de Iliria en el siglo II a. C., a quien se atribuía el descubrimiento del valor curativo de la Gentiana lutea. El Banco de Albania ha recogido esta tradición: la Gentiana lutea está representada en el reverso del billete de 2000 lekë albaneses, emitido en 2008, en cuyo anverso figura el rey Gentio.
saponaria: epíteto latíno que significa "jabonoso".
Sinonimia
- Ciminalis saponaria Bercht. & J.Presl
- Cuttera saponaria Raf.
- Dasystephana cherokeensis W.P.Lemmon
- Dasystephana latifolia Small
- Dasystephana puberula (Michx.) Small
- Dasystephana saponaria (L.) Small
- Gentiana axillaris Raf.
- Gentiana cherokeensis (W.P.Lemmon) Fernald
- Gentiana collinsiana Raf.
- Gentiana elliottea Raf.
- Gentiana elliottii var. latifolia Chapm.
- Gentiana fimbriata Vahl
- Gentiana latifolia (Chapm.) Britton
- Gentiana puberula Michx.
- Gentiana rigida Raf.
- Gentiana saponarifolia Stokes
- Gentiana scaberrima Kusn.
- Gentiana shortiana Raf.
- Gentiana torreyana Raf.
- Pneumonanthe catesbaei F.W.Schmidt
- Pneumonanthe latifolia (Chapm.) Greene
- Pneumonanthe michauxii G.Don
- Pneumonanthe puberula (Michx.) Greene
- Pneumonanthe rigida Raf.
- Pneumonanthe saponaria (L.) Greene
- Pneumonanthe torreyana Raf.
- Xolemia catesbei Raf.
- Xolemia collinsiana Raf.
- Xolemia elliotea Raf.
- Xolemia shortiana Raf.[10]

## Nombre común
- Castellano: genciana, genciana azul, genciana de verano.[11]